# Río Gallo
Río Gallo är ett vattendrag i Spanien.   Det ligger i provinsen Provincia de Guadalajara och regionen Kastilien-La Mancha, i den centrala delen av landet, 140 km öster om huvudstaden Madrid.